# オーガスタス・S・F・X・ヴァン・ドゥーゼン
オーガスタス・S・F・X・ヴァン・ドゥーゼン教授（Professor Augustus S. F. X. Van Dusen）は、ジャック・フットレルの作品に登場する科学者・名探偵である。

## 概要
ドイツ系アメリカ人の科学者の家に生まれる。容貌は小柄でかつ痩身であるが､頭が異様に大きく斜視 気味でいつも気難しい表情をしている。以前はボストンの大学で教鞭をとっており、法学・医学・哲学・歯科の博士号および王立学会会員の資格を持っており､他にもヨーロッパ各国の大学から学士号が授与されている。
「論理的思考さえ出来れば、チェスを初めてやる人間であっても世界チャンピオンに勝てる」と豪語し、チェスの世界選手権保持者をものの10手で破って実証した事、その対戦者の感想から思考機械（The Thinking Machine）と呼ばれるようになる。
その推理法は科学的調査と論理的解釈を組み合わせたもので、オースティン・フリーマンのジョン・イヴリン・ソーンダイクに類似した方法をとる。安楽椅子探偵の典型で、彼自身が現場に赴いて調査をすることは少なく、実地調査については、友人で新聞記者のハッチンソン・ハッチや警察のマロリー部長刑事に任せることが多い。
口癖は「2+2=4である。ときどきそうなるのではなくて、いつも必ず同じ結果をもたらす」である。また、「不可能」という言葉を病的なほど嫌っている。

## 登場作品
「思考機械」の登場する短編は2冊の単行本に纏められているが、作者が3冊目の短編集を準備しているときに事故で亡くなったせいもあり、単行本未収録の作品も多数ある。それらは新聞や雑誌に掲載されたままになっていたが近年その発掘がすすみほぼ全容が明らかになっている。総作品数はエラリークイーンによれば48編との事だが、Ｅ.Ｆ.ブライラーによれば45編との事である。平山雄一氏は50編としている。このように専門家によって編数が異なるのは、はじめ米国の雑誌に発表されたものが単行本に収録する際や英国の雑誌に再掲載する際に改題改稿をしている作品もありこれを別作品と数えるか元の作品の変形とするかによっても異なってくるためである。ここでは【完全版】を編纂した平山雄一氏の考証による数え方によった。なお、原題の後の括弧内の英題は別題である。括弧内の四ケタの数字は初出年を示し、「Ａ」は第一短編集（7篇収録）、「Ｂ」は第二短編集（13篇収録）を示す。
邦訳は、宇野利泰訳「思考機械の事件簿」（「創元推理文庫」東京創元社.1977年。後の版では表題に「Ⅰ」の文字が追加される）、池　央耿訳「思考機械の事件簿Ⅱ」（「創元推理文庫」東京創元社.1979年）、吉田利子訳「思考機械の事件簿Ⅲ」（「創元推理文庫」東京創元社.1998年）と押川曠訳「思考機械」（「ハヤカワ・ミステリ文庫」早川書房.1977年）に収録されているが、それ以外に合集に1編、雑誌に1編訳されている。平山雄一訳｢思考機械【完全版】」作品社において平山氏が考証して全作50編を邦訳している（全2巻：第一巻は2019年5月刊､第二巻2019年７月刊）。訳題の後の括弧内のソ1、ソ2、ソ3、早、完１、完２　はその作品の訳の収録書を示す。完全版刊行前に翻訳されて居ない作品の一部にウェブ上での翻訳が公開されている。
「思考機械【完全版】」第1巻に収録されているもののみ邦訳に追加した。第２巻も刊行されたため邦訳に追加した｡なお､テキストの違いから「この形では本邦初訳」などがあるが注記などは煩雑なので一部にとどめた。
- The Problem of Cell 13（1905、Ａ）　「十三号独房の問題」 (江戸川乱歩編「世界短編傑作集１」-創元推理文庫.1960年に所収。宇野利泰訳／江戸川乱歩編「世界推理短編傑作集１」－創元推理文庫．2018年ｰ1960年版の改訂版)、「13号独房の問題」(早)、「十三号独房の問題」(完1)-- デビュー作
  - 『名探偵シンキングマシン 完全脱獄』として桑田次郎によって漫画化されたものが、1978年に主婦の友社「TOMOコミックス 名作ミステリー」の1冊として発売されている。「余分な指」の漫画化も収録。2005年にマンガショップシリーズ（ISBN 4775910469）として復刊されている。
- The Ralston Bank Burglary （1905、Ａ）「ラルストン銀行強盗事件｣（完１）、　「ラルストン銀行強盗事件」渕上痩平訳　*ブログで訳出[2]。
- The Flaming Phantom（1905、Ａ）「焔をあげる幽霊」(ソ1)、「燃える幽霊」(早)、「燃え上がる幽霊」（完１）
- The Great Auto Mystery （1905、Ａ） 「深夜のドライブ」 (「ミステリーズ」No.2-東京創元社.2003年に所収。吉田利子訳)、「大型自動車の謎」（完１）
- Kidnapped Baby Blake, Millionare （1905、Ａ）「百万長者ベイビー・ブレイク誘拐」(ソ2)、「百万長者の赤ん坊ブレークちゃん、誘拐される」（完１）
- The Mystery of a Studio　（1905Ａ）「アトリエの謎」（完１）
- The Scarlet Thread （1905、Ａ）「紅い糸」(ソ1)、「赤い糸」(早、完１）
- The Man Who was Lost　（1905、Ａ）「『記憶を失った男』の奇妙な事件」（完１）、「正体不明の男」渕上痩平訳　*ブログで訳出[3]。
- The Golden Dagger　（1905）「黄金の短剣の謎」（完１）
- The Fatal Cipher （1906）「復讐の暗号」(ソ2)、「命にかかわる暗号」（完１）
- The Grip of Death　（1906）「絞殺」（完１）
- The Thinking Machine （1906)「序・思考機械登場」（早）、「思考機械」（完１）　　*「消えた女優」にも前半として取り込まれている。
- Dressing Room A  （1906、Ｂ）「消えた女優」 (ソ3)、「楽屋『Ａ』号室」（完１）
- The Chase of the Golden Plate 「金の皿盗難事件」 (ソ3)、「黄金の皿を追って」（完１） --これのみ中編
- Problem of the Motor Boat　（1906、Ｂ）「モーターボート」(ソ2、完１）
- A Piece of String （1906）「紐切れ」（完１）
- The Crystal Gazer （1906、Ｂ）「水晶占い師」(ソ1、完１）
- The Roswell Tiara （1906、Ｂ）「ロズウェルのティアラ」(ソ3)、「ロズウェル家のティアラ」（完１）
- The Lost Radium （1906、Ｂ）「ラジウム盗難」 (ソ2)、「行方不明のラジウム」（完１）
- The Problem of the Opera Box　（1906、Ｂ） 「オペラ桟敷席の謎」　宮沢洋司訳（「ハヤカワ・ミステリ・マガジン」2014年９月号）、「オペラボックス」（完２）
- The Missing Necklace （1906、Ｂ）「消えた首飾り」(ソ1)、「失くなったネックレース」(早)、「失われたネックレス」（完２）
- The Green-Eyed Monster （1906、Ｂ）「緑の目の怪物」(ソ3)、「嫉妬する心」（完２） ---原題は「嫉妬」の婉曲な言い方（シェークスピアの科白より）
- His Perfect Alibi （1906、Ｂ）「完全なアリバイ」ソ(ソ1)、「完全アリバイ」(早)、「完璧なアリバイ」（完２）
- The Phantom Motor （1906、Ｂ）「幽霊自動車」(ソ2、早、完２）
- The Grinning God / The House that was  （1906）「嗤う神像《問題編》」/「家ありき《解決編》」(ソ2)「にやにや笑う神像（嵐の幽霊）＆（あったはずの家）」（完２） --前半の問題提起編をメイ夫人が執筆し、後半の解決編をジャックが執筆したもの。創元推理文庫版は便宜上両者をまとめて「幻の家」という総題をつけている。
- The Haunted Bell （1906）「呪われた鉦」(ソ2、完２)
- The Stolen Bank Notes （1906）（The Brown Coat）「茶色の上着」(ソ1、早、完２)
- The Superfluous Finger （1906）「余分な指」(1、早、完２)
- My First Experience with the Great Logician　（1907）「偉大な論理家との初めての出会い」（完２）--創元推理文庫版では「《思考機械》調査に乗り出す」の前半に含まれている。
- The Problem of the Knotted Cord　（1907）「紐の結び目」（完２）
- The Problem of the Souvenir Cards （1907）「絵葉書の謎」(ソ3)、「絵はがきの謎」（完２） 他にパシフィカの「名探偵読本シャーロックホームズのライヴァルたち」にも「三枚のはがき」（押川曠訳）として訳が収録されている
- The Problem of the Stolen Rubens　（1907）「ルーベンス盗難事件」(ソ1)、「盗まれたルーベンス」(早、完２)
- The Three Overcoats （1907）「三着のコート」(ソ2)、「三着のオーバーコート」（完２）
- Problem of the Organ Grinder （1907）「オルガン弾きの謎」　（完２）
- The Problem of the Hidden Million （1907）「百万ドルの在処」(ソ2)、「隠された百万ドル」（完２）
- The Problem of the Auto Cab （1907）「タクシーの相客」 (ソ3)、「タクシーの謎」（完２）
- The Private Compartment　（1907）「コンパーメント客室の謎」（完２）
- The Problem of the Cross Mark　（1907）「《思考機械》調査に乗り出す」（ソ1）、「バツ印の謎」（完２）---創元推理文庫版の訳の前半は、上掲の別の作品である。（邦訳台本が、両者を続けてひとつの連続作品とした版から訳出している）
- The Ghost Woman （1907）「女の幽霊の謎」（完２）、「幽霊の女」渕上痩平訳　*ブログで訳出[4]。
- The Leak (The Silver Box) （1907）「情報洩れ」(ソ1)、「秘密漏洩」(早)、「銀の箱」（完２）
- The Problem of Convict #97（1907）「囚人九十七号」（完２）
- Problem of the Deserted House　（1907）「空き家の謎」（完２）
- Problem of the Red Rose　（1907）「赤いバラの謎」（完２）
- The Problem of the Vanished Man （1907）「消える男」(ソ2)、「消えた男」（完２）
- The Problem of Broken Bracelet （1907））「壊れたブレスレット」(ソ3、完２)
- The Interrupted Wireless （1907）「跡絶えた無電」(ソ2)、「妨害された無線の謎」（完２）
- The Case of the Life Raft （1912）　「救命いかだの悲劇」（完２）
- Five Millions by Wireless （Prince Otto）（Millions by Wireless）（1912）「無線で五百万」（完２）
- The Case of the Scientific Murderer （The Case of the Mysterious Weapon）（An Absence of Air）（1912）「謎の凶器」(ソ1.吉田誠一訳)、「科学的殺人犯人」（完２）
- The Jackdaw （1912）　「泥棒カラス」（完２）
- The Yellow Diamond Pendant （????）　（内容不明）---平山雄一氏は、メイ夫人の非思考機械ものの作品に同題のものがあるが、「思考機械」譚としては見当たらないとしている。